# Clostera testaceomaculata
Clostera testaceomaculata är en fjärilsart som beskrevs av Rangnow. 1935. Clostera testaceomaculata ingår i släktet Clostera och familjen tandspinnare. Inga underarter finns listade i Catalogue of Life.